# آلفا بانک

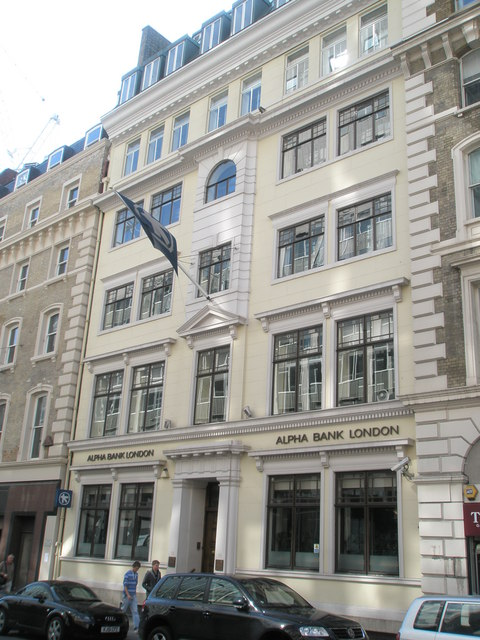
شعبه مرکزی آلفا بانک در شهر آتن

آلفا بانک (به انگلیسی: Alpha Bank) شرکت خدمات مالی و بانکداری یونانی است، که دومین بانک بزرگ در کشور یونان به‌شمار می‌آید. فعالیت‌های این بانک در زمینه بانکداری خرد، بانکداری سرمایه‌گذاری، بانکداری تجاری و مدیریت سرمایه‌گذاری متمرکز می‌باشد.
آلفا بانک در سال ۱۸۷۹ تأسیس شد و اکثریت سهام آن از آغاز فعالیت تاکنون، در اختیار خانواده کوستوپولوس می‌باشد. شعبه مرکزی این بانک در شهر آتن، یونان قرار دارد و بخشی از سهام آن در بازار بورس آتن معامله می‌شود.